# Амосов, Иван Петрович
Ива́н Петро́вич Амо́сов (1772, Архангельск — 22 апреля [4 мая] 1843, Санкт-Петербург) — русский кораблестроитель, изобретатель, переводчик, самый молодой корабельный мастер в истории судостроения Российской империи, главный инспектор кораблестроения Кронштадтского порта, генерал-лейтенант.
В историю русского кораблестроения Иван Петрович Амосов вошел как один из наиболее теоретически подготовленных и деятельных кораблестроителей эпохи деревянного парусного судостроения конца XVIII и первой половины XIX столетий. Построил и спроектировал свыше 20 парусных кораблей различного типа.

## Биография
Иван Петрович Амосов родился в 1772 году в Архангельске. Он был младшим сыном в семье корабельного комендора Архангельского адмиралтейства Петра Афанасьевича Амосова. Старший брат Ивана — Осип стал кораблестроителем и форстмейстером в Архангельской губернии, средний брат — Афанасий, окончил Училище флотских штурманов, служил на судах Белого и Балтийского морей, дослужился до чина подполковника. В 1784 году Иван Амосов, также как и его брат Осип, стал учеником корабельного мастера, управлявшего казённой Соломбальской верфью М. Д. Портнова. В 1786 году он, вместе с другими, отобранными в России по указу Екатерины II, учениками был направлен в Англию на шотландские верфи в Глазго для изучения корабельного дела.

### Служба в Санкт-Петербургском адмиралтействе

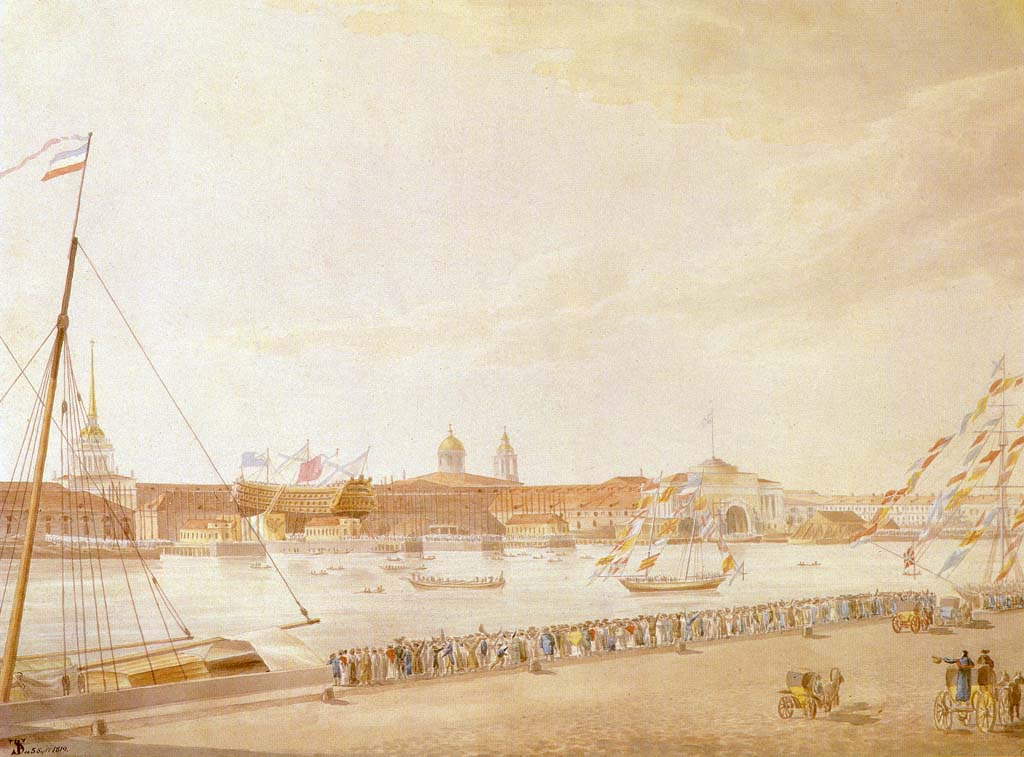
«Спуск корабля на Неве». Акварель Ф. Ф. Шенрока. 1819 г.

Осенью 1793 года Иван Амосов вернулся из командировки в Россию. Для определения его знаний была создана специальная комиссия. В течение трех дней по шесть-восемь часов подряд экзаменаторы корабельные мастера Д. А. Массальский и Иванов подвергали Амосова самому придирчивому допросу, выясняя, знает ли он тонкости кораблестроительного искусства. Иван Амосов толково и вразумительно отвечал на все вопросы. Многое из того, что он при этом рассказывал, оказывалось новостью для самих экзаменаторов, тогда Иван Амосов из экзаменующегося превращался в учителя, которого с большим вниманием слушали опытные мастера. Они единодушно аттестовали молодого кораблестроителя как подготовленного корабельного подмастерья. После успешной сдачи экзамена Амосов был произведён в чин 14-го класса, который соответствовал первому офицерскому чину прапорщика и назначен корабельным подмастерьем в Главное адмиралтейство, где принял участие в строительстве 100-пушечного корабля «Гавриил» под руководством главного инспектора кораблестроения А. С. Катасанова, а затем самостоятельно готовил закладку нового 74-пушечного линейного корабля.
В 1796 году Амосов был вновь направлен в Англию, но не для учёбы, а для ремонта кораблей русской эскадры вице-адмирала П. И. Ханыкова, которая попала в сильный шторм при переходе из Кронштадта в Северном море, после чего перешла в устье Темзы. «Джон Амософф» (так звали Ивана Амосова в Англии), с помощью своих бывших учителей быстро и успешно организовал ремонт кораблей русской эскадры. Адмирал Ханыков высоко оценил работу молодого кораблестроителя и «за отличие по службе» представил его к досрочному производству в поручики. Вернулся Амосов из заграничной командировки в Россию с невестой Амалией, дочерью английского кораблестроителя, которая после крещения получила имя Анна Осиповна и стала его женой.
В 1797 году вице-адмирал граф Г. Г. Кушелев дал распоряжение Амосову лично спроектировать и построить для императора Павла I образцовый галиот (яхту) «Симеон и Анна». 12-весельная яхта была построена и спущена на воду в октябре 1798 года. Яхта стала любимицей Павла, а позже и его сына Александра I, который именно на ней предпочитал совершать морские прогулки и смотр кораблей Российского императорского флота. Яхта стала первым судном, которое Амосов построил самостоятельно от начала и до конца.
В 1798 году главный инспектор кораблестроения А. С. Катасанов разработал проект крупнейшего по тем временам 130-пушечного корабля «Благодать». В том же году Катасанов был назначен первым директором Училища корабельной архитектуры в Санкт-Петербурге. Служебные обязанности не позволяли ему лично заняться строительством корабля, поэтому, он полностью доверил Ивану Амосову руководство всеми работами. 25 февраля 1799 года корабль был заложен в Главном Адмиралтействе. 2 августа 1800 года при спуске на воду корабль застрял на стапеле. Его удалось спустить только с помощью системы блоков, предложенной изобретателем И. П. Кулибиным. Из неудачи при спуске корабля Амосов сделал необходимые выводы. Он глубже стал изучать теорию кораблестроения, внимательно следил за новыми трудами и исследованиями в этой области. Он перевёл на русский язык многие книги иностранных мастеров и частности: работу известного шведского кораблестроителя адмирала Фредерика-Хенриха Чапмана «Исследование о истинном способе находить пристойную площадь парусов линейных кораблей и чрез посредство оной определять длину мачт и реев», книгу английского кораблестроителя Никольсона «Рассуждение о произращении дубовых листьев», книгу английского учёного-кораблестроителя Стакарда «О разбивке кораблей и судов вообще» и другие. В 1800 году за труды «на пользу службы выполненные» Адмиралтейств—коллегия постановила выдать И. П. Амосову премию — годовой оклад жалования и произвести досрочно в капитаны. В том же году он стал самым молодым корабельным мастером в отечественной истории кораблестроения.
3 августа 1800 года в Санкт-Петербургском адмиралтействе И. П. Амосов заложил два линейных корабля по проекту Катасанова: 100-пушечный линейный корабль «Гавриил», который был спущен на воду 3 октября 1802 года и головной корабль серии 74-пушечных линейных кораблей «Селафаил» (спущен на воду 22 августа 1803 года). С 1802 по 1804 годы Амосов совмещал работу на верфях с преподавательской деятельностью в старших классах Училища корабельной архитектуры. В связи с разработкой первого в практике отечественного кораблестроения типового проекта 16-пушечного корвета, предназначавшегося для массовой постройки, Амосов был вынужден оставить педагогическую деятельность.

### Служба в Кронштадтском порту
В 1804 году Амосов был назначен инспектором кораблестроительных работ Кронштадтского порта, что соответствовало должности — Главный инспектор кораблестроения генерал-майорского ранга. Он руководил подготовкой и переоборудованием шлюпов «Надежда» и «Нева», которые готовились к первому плаванию русских моряков вокруг света под командованием Ивана Федоровича Крузенштерна и Юрия Фёдоровича Лисянского. Он разработал проекты переоборудования шлюпов «Восток», «Мирный» для экспедиционных целей с учётом предстоявшего плавания в ледовых условиях, а также шлюпов «Открытие» и «Благонамеренный» для плавания в полярных морях.
По проектам и чертежам И. П. Амосова в Кронштадте, были построены бриги «Меркурий» (строитель  А. И. Мелихов) и «Феникс» (строитель А. В. Зенков) принимавшие участие в боевых действиях флота во время Отечественной войны 1812 года. В 1806 году И. П. Амосов построил в Кронштадте и спустил на воду корвет «Гермион», по проектам Амосова были построены в Казанском адмиралтействе однотипные корветы «Казань» (строитель Е. И. Кошкин), «Ариадна» (строитель А. П. Антипьев). В 1806 году И. П. Амосов лично построил быстроходную министерскую яхту «Голубка».
27 декабря 1811 года Амосов заложил спроектированный им же 110-пушечный линейный корабль «Ростислав», который был спущен на воду 31 августа 1813 года. Корабль был построен настолько удачно, что пробыл в строю Балтийского флота 14 лет без капитального ремонта. Многие корабли построенные Амосовым, также как и «Ростислав» отличались прочностью и долговечностью благодаря использованным нововведениям. Для обеспечения водонепроницаемости корабельных корпусов Амосов предложил спиливать концы болтов крепящих обшивку не зубилом, как было раньше, а дисковой пилой собственной конструкции. 12 декабря 1819 года награжден орденом Св. Владимира III степени.
В 1821 году И. П. Амосов был назначен членом комиссии, которая на Балтике впервые в отечественной практике проверяла возможность буксировать пароходами линейные корабли. 20 августа два парохода, буксировали 74 пушечный корабль «Арсис». Результаты испытаний позволили принять решение о полезности постройки в Архангельске двух пароходов мощностью по 60 лошадиных сил для перевода построенных кораблей через бар. В 1823 году Амосов разработал свой последний проект 74-пушечного корабля, который под его руководством и был построен в Кронштадте. В последующие годы он занимался лишь снаряжением у стенки кораблей, построенных на верфях Петербурга и прибывших в Кронштадт для дооборудования, оснастки и вооружения. Так, ему пришлось заниматься дооборудованием фрегата «Паллада», командование которым принял тогда П. С. Нахимов.
В 1830 году Амосов был назначен непременным членом Кораблестроительного и учётного комитета Морского департамента, где ведал вопросами материального обеспечения и снабжения всех кораблестроительных работ. Также, на него же было возложено и руководство подготовкой новых кадров кораблестроителей. В 1838 году Амосову было присвоено звание генерал-лейтенанта.
22 апреля 1843 года Иван Петрович Амосов скоропостижно скончался во время посещения одной из петербургских верфей. Похоронен на Смоленском православном кладбище. 
Продолжил дело кораблестроителя И. П. Амосова его племянник Иван Амосов (1800—1878) — выдающийся русский кораблестроитель, член Адмиралтейского совета, инженер-генерал.

## Память
- В его честь в 1966 году названа гора Амосова на Земле Королевы Мод в Антарктиде, обнаруженная и отмеченная на карте САЭ в 1961 году (координаты: 71°51′ ю. ш. 14°33′ в. д.HGЯO)[11].
- В романе «Фаворит» В. Пикуль создал собирательный образ кораблестроителя Прохора Акимовича Курносова на примере биографии двух братьев кораблестроителей Амосовых Осипа и Ивана[12].